# East Hendred
East Hendred – wieś i civil parish w Anglii, w hrabstwie Oxfordshire, w dystrykcie Vale of White Horse. Leży 18 km na południe od Oksfordu i 83 km na zachód od Londynu. W 2011 roku civil parish liczyła 1116 mieszkańców. East Hendred jest wspomniana w Domesday Book (1086) jako Enrede/Henret.